# Villar del Cobo (kommun)
Villar del Cobo är en kommun i Spanien.   Den ligger i provinsen Provincia de Teruel och regionen Aragonien, i den centrala delen av landet, 170 km öster om huvudstaden Madrid. Antalet invånare är 202.